# Yuri Hosei
Yuri Hosei, född 20 maj 2005, är en palauisk simmare. Hennes yngre bror Jion Hosei är också en olympisk simmare.

## Karriär
Vid kortbane-VM 2021 i Abu Dhabi slutade Hosei på 80:e plats på både 50 och 100 meter frisim. Vid VM 2022 i Budapest slutade hon på 77:e plats på 50 meter frisim och på 59:e plats på 100 meter frisim. Vid VM 2023 i Fukuoka slutade Hosei på 92:a plats på 50 meter frisim och på 74:e plats på 100 meter frisim samt var en del av Palaus kapplag som slutade på 43:e plats på 4×100 meter mixed frisim. Vid VM 2024 i Doha slutade hon på 95:e plats på 50 meter frisim och på 78:e plats på 100 meter frisim.
Hosei tävlade för Palau vid olympiska sommarspelen 2024 i Paris, där hon blev utslagen i försöksheatet på 50 meter frisim och slutade på totalt 64:e plats.